# Rio Mamboré
O rio Mamborê é um rio brasileiro que banha o estado do Paraná.